# Klokkengietersstraat 1-3 (Aarle Rixtel)
Klokkengietersstraat 1-3 te Aarle-Rixtel is een bouwwerk aan de Klokkengietersstraat te Aarle-Rixtel, sinds 1997 gemeente Laarbeek. Het gebouw is sinds 25 februari 1988 een rijksmonument.
De Klokkengietersstraat is een relatief korte straat in Aarle-Rixtel en ontstaat daar waar de Dorpsstraat en Helmondseweg samenvloeien. Ze eindigt bij de westelijke tak van de Zuid-Willemsvaart, aan de overzijde van de “Brug bij Aarle-Rixtel” ligt in het verlengde de Albers Pistoriusstraat.
Het bouwwerk werd rond 1906 gebouwd in opdracht van de klokkengieterij Klokkengieterij Petit & Fritsen, directeur was toen sinds 1906 Henricus Fritsen jr. (Helmond, 1874 – Aarle Rixtel, 1951). Er werd een fabrieksgebouw is sobere stijl neergezet met gevels voornamelijk bestaande uit baksteen. De plek was uitgekozen omdat in de buurt Leemkuilen aanwezig waren.
Het gebouw heeft een lage voorbouw, die net niet symmetrisch is (openslaande deuren links en raampartij rechts). Deze voorbouw heeft slechts één ramenrij met daarboven een lessenaarsdak dat oploopt naar het hogere fabrieksgebouw. Het gebouw heeft drie risalerende gedeelten die alle drie worden afgesloten door middel van een zadeldak. Onder en in de puntgevels zijn tegeltableaus te zien, waarvan de linkse en rechtse tussen 1997 en 2009 zijn vernieuwd:
- links: klokkengietery
- midden: een driehoekig tableau met drie klokken met aan weerszijden de tekst Anno 1906
- rechts: Petit & Fritsen.

Achter de voorbouw staat het uiteindelijke hogere fabrieksgebouw van eveneens één verdieping. Het zadeldak daarvan wordt onderbroken door schoorstenen en centraal een ontluchtingskap, die op zichzelf wordt afgesloten door middel van een dakruiter met tijdsklok met sierlijke wijzerplaat en daarboven een windwijzer.Onder het rijksmonument valt ook de vierkante en taps toelopende smeltoven en gietkuil (2 bij 2 meter).
Het gebouw werd tot rijksmonument benoemd omdat het nog (voor zover bekend) het enige gebouw is, dat onderdak bood aan deze bedrijfstak van klokkengieten, maar ook haar importantie binnen de (bedrijven-)geschiedenis van Aarle-Rixtel. Bovendien werd geconstateerd, dat het gebouw zich in gave toestand bevond.
Nadat de firma Petit & Fritsen in 2014 wegens gebrek aan opvolging fuseerde met Klokkengieterij Eijsbouts in Asten kwam het gebouw leeg te staan. Het werd verbouwd tot bedrijfsverzamelgebouw, dat onderdak bood aan bijvoorbeeld  interieurbedrijven, distilleerderij, brouwerij en koffiebranderij (gegevens 2016). Het pand kreeg ook haar naam: De Klokkengieterij.

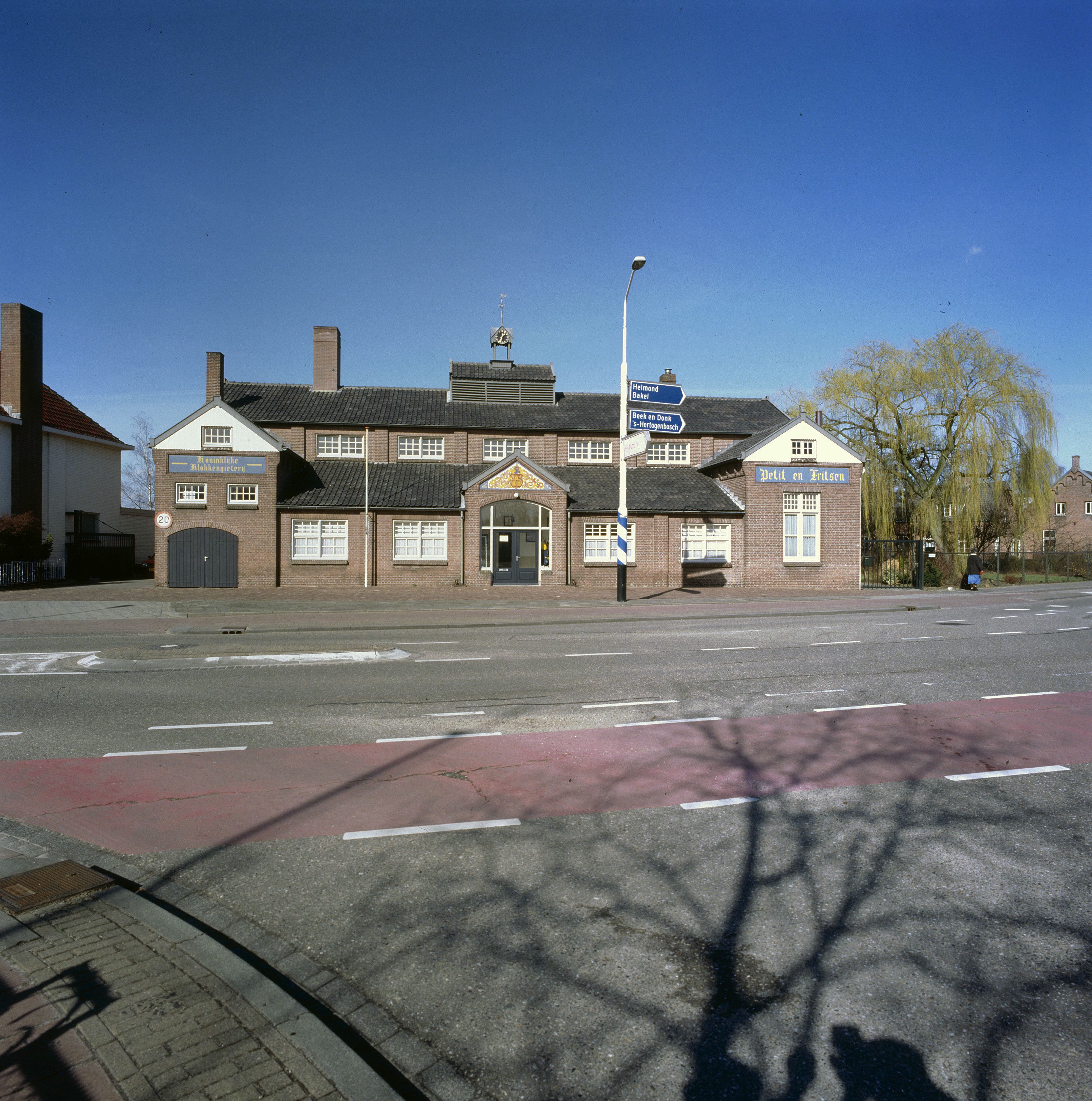
Hetzelfde gebouw met andere tegeltableaus (1997)